# Oratoire San Lorenzo
L'oratoire San Lorenzo est un oratoire baroque de Palerme. Il est situé près de la basilique Saint-François d'Assise, dans le quartier de la Kalsa, dans le centre historique de Palerme.

## Histoire
L'oratoire a été fondé à la fin du XVIe siècle. Le bâtiment a été donné aux franciscains conventuels afin de répandre le culte des saints François et Laurent. 
En 1699, Giacomo Serpotta en réalise le décor en stuc dont les bas-reliefs présentent des scènes de la vie de saint François sur le mur de droite et de la vie de saint Laurent sur le mur opposé.
L'oratoire est aussi connu pour avoir conservé le  retable de  La Nativité avec saint François et saint Laurent (1600 ou 1609) du Caravage. Ce tableau  a été volé, probablement par Cosa nostra, le 18 octobre 1969. En 2015, une réplique du retable a été placée à l'intérieur de l'oratoire.

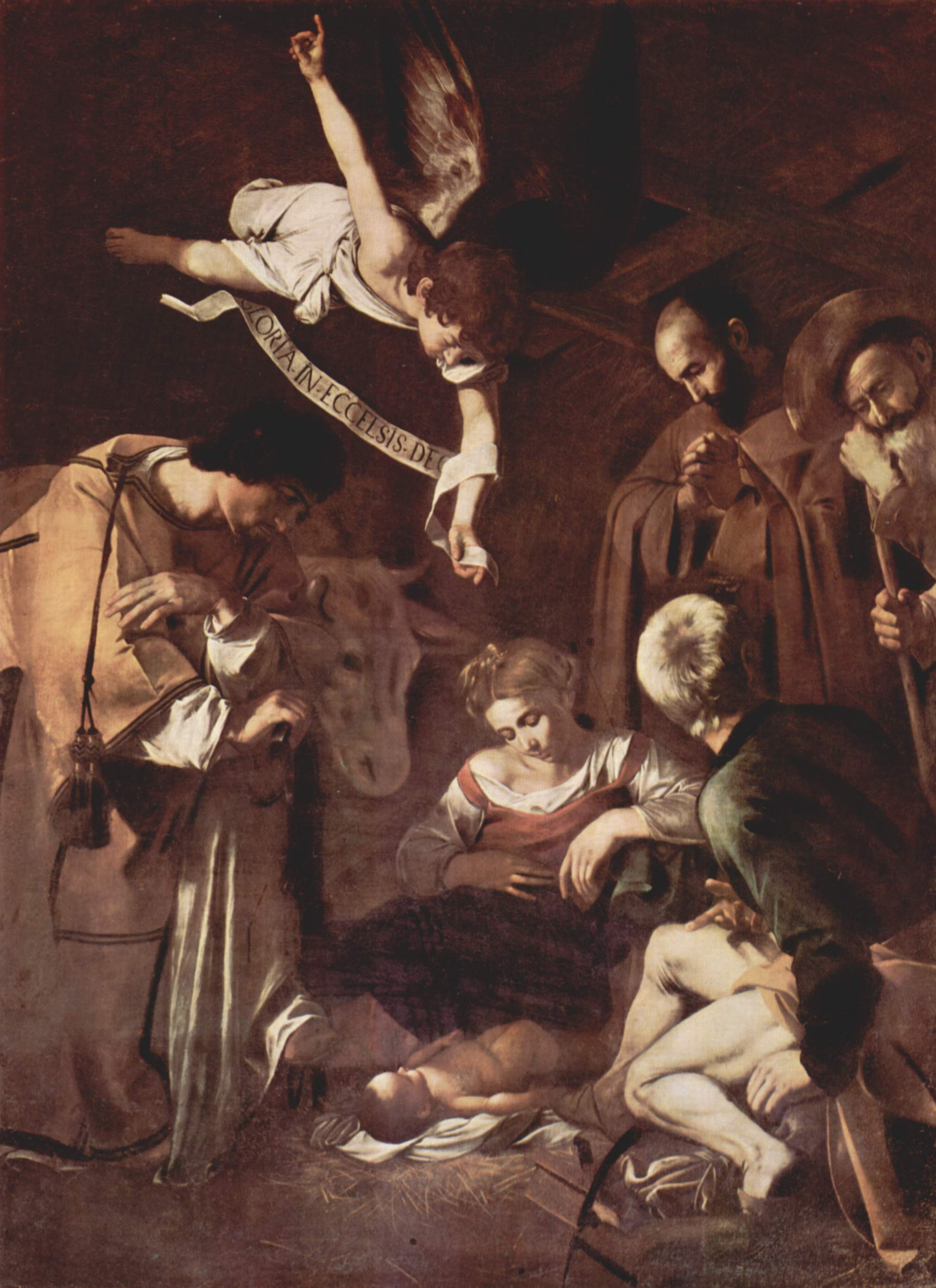
Caravage, La Nativité avec saint François et saint Laurent.